# Żółków (województwo wielkopolskie)
Żółków – wieś w Polsce położona w województwie wielkopolskim, w powiecie jarocińskim, w gminie Żerków.
W latach 1975–1998 miejscowość należała administracyjnie do województwa kaliskiego.
Przez Żółków przebiega czarny szlak rowerowy, łączący Żerków przez Raszewy, Śmiełów, Nową Wieś Podgórną, Czeszewo i Winną Górę z Miłosławiem.
Wieś położona jest na terenie Żerkowsko-Czeszewskiego Parku Krajobrazowego. Znajdują się w niej trzy żwirownie.